# Championnats de France de natation en petit bassin 2024
Navigation
Angers 2023 2025
Les Championnats de France de natation en petit bassin 2024 se tiennent du 31 octobre au 3 novembre 2024 à Montpellier.

## Records de France
Le 2 novembre, Béryl Gastaldello bat en finale le record de France du 100m dos (56s07). Elle améliore son propre record (56s18) qui datait d'octobre 2023.

## Podiums

### Hommes
| Discipline  | Médaille d'or                                                                          | Performance    | Médaille d'argent                                                                                       | Performance    | Médaille de bronze                                                                    | Performance    |
| Nage libre  |                                                                                        |                | |                |                                                                                       |                |
| 50 m        | Maxime Grousset                                                                        | 20 s 94        | Mattéo Robba                                                                                            | 21 s 52        | Nikita Baez                                                                           | 21 s 53        |
| 100 m       | Maxime Grousset                                                                        | 46 s 13        | Roman Fuchs                                                                                             | 47 s 54        | Alexandre Chalendar                                                                   | 47 s 82        |
| 200 m       | Roman Fuchs                                                                            | 1 min 43 s 16  | Corentin Pouillart                                                                                      | 1 min 45 s 34  | Pierre Largeron                                                                       | 1 min 45 s 52  |
| 400 m       | Roman Fuchs                                                                            | 3 min 39 s 55  | Pierre Largeron                                                                                         | 3 min 44 s 17  | Paul Beaugrand                                                                        | 3 min 44 s 19  |
| 800 m       | Damien Joly                                                                            | 7 min 41 s 80  | Paul Beaugrand                                                                                          | 7 min 44 s 33  | Émile Vincent                                                                         | 7 min 47 s 53  |
| 1 500 m     | Damien Joly                                                                            | 14 min 38 s 03 | Sacha Velly                                                                                             | 14 min 45 s 91 | Émile Vincent                                                                         | 14 min 51 s 25 |
| Papillon    |                                                                                        |                | |                |                                                                                       |                |
| 50 m        | Maxime Grousset                                                                        | 22 s 50        | Clément Secchi                                                                                          | 22 s 78        | Nicolas Vermorel                                                                      | 23 s 04        |
| 100 m       | Maxime Grousset                                                                        | 49 s 50        | Clément Secchi                                                                                          | 50 s 21        | Nicolas Vermorel                                                                      | 50 s 52        |
| 200 m       | Clément Secchi                                                                         | 1 min 52 s 31  | Nicolas Vermorel                                                                                        | 1 min 56 s 24  | Henri-Dominique Passani                                                               | 1 min 57 s 73  |
| Dos         |                                                                                        |                | |                |                                                                                       |                |
| 50 m        | Mewen Tomac                                                                            | 23 s 29        | Lysander Osman                                                                                          | 23 s 84        | Yohann Ndoye-Brouard                                                                  | 23 s 87        |
| 100 m       | Mewen Tomac                                                                            | 50 s 28        | Yohann Ndoye-Brouard                                                                                    | 50 s 76        | Antoine Herlem                                                                        | 51 s 50        |
| 200 m       | Mewen Tomac                                                                            | 1 min 51 s 15  | Antoine Herlem                                                                                          | 1 min 51 s 94  | Alexandre Desangles                                                                   | 1 min 52 s 33  |
| Brasse      |                                                                                        |                | |                |                                                                                       |                |
| 50 m        | Maxime Grousset                                                                        | 26 s 42        | Antoine Viquerat                                                                                        | 26 s 70        | Carl Aitkaci                                                                          | 26 s 73        |
| 100 m       | Antoine Viquerat                                                                       | 58 s 04        | Carl Aitkaci                                                                                            | 58 s 12        | Jérémie Delbois                                                                       | 58 s 42        |
| 200 m       | Carl Aitkaci                                                                           | 2 min 05 s 59  | Antoine Viquerat                                                                                        | 2 min 06 s 03  | Roman Fuchs                                                                           | 2 min 08 s 87  |
| 4 nages     |                                                                                        |                | |                |                                                                                       |                |
| 100 m       | Maxime Grousset                                                                        | 51 s 93        | Yohann Ndoye-Brouard                                                                                    | 52 s 73        | Stanislas Huille                                                                      | 53 s 37        |
| 200 m       | Mewen Tomac                                                                            | 1 min 54 s 07  | Millian Boucher                                                                                         | 1 min 57 s 66  | Tom Remy                                                                              | 1 min 58 s 05  |
| 400 m       | Émilien Mattenet                                                                       | 4 min 11 s 20  | Léo Gruart                                                                                              | 4 min 13 s 73  | Valentin Trevillot                                                                    | 4 min 14 s 81  |
| Relais      |                                                                                        |                | |                |                                                                                       |                |
| 4 × 50 m NL | CN Marseille- Falémana Lopez - Clément Secchi - Alexandre Chalendar - Nicolas Vermorel | 1 min 26 s 77  | C Paul-Bert Rennes- Mathias Even - Jeremie Luong - Orhan Dine-Moreira - Yann Le Goff                    | 1 min 26 s 81  | Olympic Nice Natation- Mattéo Robba - Jaz Dutillieux - Néo Dutriaux - Jérémie Delbois | 1 min 27 s 74  |
| 4 × 50 m 4N | CN Marseille- Clément Secchi - Jules André - Nicolas Vermorel - Falémana Lopez         | 1 min 35 s 08  | Olympic Nice Natation- Roméo-César Fadda-Sauvageot - Jérémie Delbois - Mathys Chouchaoui - Mattéo Robba | 1 min 35 s 65  | Étoiles 92 Natation- Noe Pantskhava - Carl Aitkaci - Jon Avdiu - Nathan Nsembene      | 1 min 35 s 73  |

### Femmes
| Discipline  | Médaille d'or                                                                       | Performance    | Médaille d'argent                                                              | Performance    | Médaille de bronze                                                                           | Performance    |
| Nage libre  |                                                                                     |                |                                                                                |                |                                                                                              |                |
| 50 m        | Analia Pigrée                                                                       | 24 s 08        | Mélanie Henique                                                                | 24 s 16        | Eloise Riley                                                                                 | 24 s 61        |
| 100 m       | Béryl Gastaldello                                                                   | 51 s 66        | Analia Pigrée                                                                  | 53 s 14        | Albane Cachot                                                                                | 53 s 39        |
| 200 m       | Marina Jehl                                                                         | 1 min 56 s 63  | Maeline Bessard                                                                | 1 min 56 s 83  | Pauline Mahieu                                                                               | 1 min 57 s 03  |
| 400 m       | Valentine Leclercq                                                                  | 4 min 07 s 49  | Cyrielle Duhamel                                                               | 4 min 07 s 56  | Laura Gourgeon                                                                               | 4 min 09 s 05  |
| 800 m       | Valentine Leclercq                                                                  | 8 min 29 s 65  | Laura Gourgeon                                                                 | 8 min 33 s 41  | Maud Rodriguez                                                                               | 8 min 35 s 21  |
| 1 500 m     | Laura Gourgeon                                                                      | 16 min 19 s 03 | Maud Rodriguez                                                                 | 16 min 26 s 48 | Anastasiia Kirpichnikova                                                                     | 16 min 30 s 39 |
| Papillon    |                                                                                     |                |                                                                                |                |                                                                                              |                |
| 50 m        | Béryl Gastaldello                                                                   | 24 s 76        | Mélanie Henique                                                                | 25 s 47        | Analia Pigrée                                                                                | 25 s 76        |
| 100 m       | Lili-Rose Berthelot                                                                 | 59 s 04        | Marina Jehl                                                                    | 59 s 12        | Maty Ndoye-Brouard                                                                           | 59 s 23        |
| 200 m       | Lili-Rose Berthelot                                                                 | 2 min 11 s 42  | Isabelle Videment                                                              | 2 min 12 s 55  | Soizic Gelfmann                                                                              | 2 min 13 s 47  |
| Dos         |                                                                                     |                |                                                                                |                |                                                                                              |                |
| 50 m        | Analia Pigrée                                                                       | 26 s 21        | Pauline Mahieu                                                                 | 26 s 79        | Mélanie Henique                                                                              | 26 s 87        |
| 100 m       | Béryl Gastaldello                                                                   | 56 s 07        | Pauline Mahieu                                                                 | 57 s 07        | Analia Pigrée                                                                                | 57 s 77        |
| 200 m       | Pauline Mahieu                                                                      | 2 min 02 s 85  | Manon Domingeon                                                                | 2 min 07 s 01  | Anaïs Podevin                                                                                | 2 min 07 s 26  |
| Brasse      |                                                                                     |                |                                                                                |                |                                                                                              |                |
| 50 m        | Giulia Rossi-Bene                                                                   | 31 s 09        | Lucie Vasquez                                                                  | 31 s 56        | Lilou Girardet                                                                               | 31 s 57        |
| 100 m       | Giulia Rossi-Bene                                                                   | 1 min 07 s 67  | Lucie Vasquez                                                                  | 1 min 07 s 72  | Rosalie Abel-Thiebaut                                                                        | 1 min 08 s 23  |
| 200 m       | Lucie Vasquez                                                                       | 2 min 25 s 06  | Rosalie Abel-Thiebaut                                                          | 2 min 26 s 18  | Zia Dupont                                                                                   | 2 min 27 s 99  |
| 4 nages     |                                                                                     |                |                                                                                |                |                                                                                              |                |
| 100 m       | Béryl Gastaldello                                                                   | 57 s 93        | Anastasia Urbaniak                                                             | 1 min 00 s 96  | Giulia Rossi-Bene                                                                            | 1 min 01 s 25  |
| 200 m       | Cyrielle Duhamel                                                                    | 2 min 11 s 57  | Bertille Cousson                                                               | 2 min 12 s 41  | Lucie Vasquez                                                                                | 2 min 12 s 54  |
| 400 m       | Cyrielle Duhamel                                                                    | 4 min 35 s 33  | Manon Domingeon                                                                | 4 min 43 s 76  | Camille Tissandié                                                                            | 4 min 45 s 84  |
| Relais      |                                                                                     |                |                                                                                |                |                                                                                              |                |
| 4 × 50 m NL | Canet 66 natation- Pauline Mahieu - Analia Pigrée - Giulia Rossi-Bene - Marina Jehl | 1 min 39 s 46  | Étoiles 92 Natation- Eloise Riley - Inès Mahmoudi - Manon Mure - Anaïs Podevin | 1 min 41 s 98  | Dauphins du TOEC- Manon Burgy - Lucille Piroth - Louise Aurora - Eline Adopo                 | 1 min 43 s 53  |
| 4 × 50 m 4N | Canet 66 natation- Pauline Mahieu - Giulia Rossi-Bene - Marina Jehl - Analia Pigrée | 1 min 48 s 25  | Étoiles 92 Natation- Anaïs Podevin - Léa Musser - Inès Mahmoudi - Eloise Riley | 1 min 51 s 63  | Canet 66 natation- Louna Candelon - Rosalie Abel-Thiebaut - Alix Viguier - Camille Tissandié | 1 min 52 s 87  |

### Mixtes
| Discipline  | Médaille d'or                                                                        | Performance   | Médaille d'argent                                                                    | Performance   | Médaille de bronze                                                                        | Performance   |
| Relais      |                                                                                      |               |                                                                                      |               |                                                                                           |               |
| 4 × 50 m NL | CN Marseille- Falémana Lopez - Paul Alves Torres - Florine Gaspard - Mélanie Henique | 1 min 31 s 39 | Canet 66 natation- Pierre Largeron - Fares Houti - Pauline Mahieu - Analia Pigrée    | 1 min 33 s 78 | Lyon Natation Métropole- Nikita Baez - Alexandre Philipps - Melora Trompette - Sofia Kolb | 1 min 34 s 28 |
| 4 × 50 m 4N | CN Marseille- Clément Secchi - Florine Gaspard - Mélanie Henique - Aurélien Descamps | 1 min 40 s 66 | Dauphins du TOEC- Antoine Herlem - Millian Boucher - Tabatha Avetand - Albane Cachot | 1 min 42 s 13 | Canet 66 natation- Pauline Mahieu - Tim Gigante - Fares Houti - Analia Pigrée             | 1 min 42 s 30 |